# Ferrocarril Trasandino Los Andes-Mendoza
El Ferrocarril Trasandí Els Andes-Mendoza, oficialment conegut a Xile com a Ferrocarril Trasandino Xilè (FCTC) i a Argentina com a Ferrocarril Trasandino Argentí (FCTA), era un ferrocarril, avui en ruïnes, que unia la ciutat xilena dels Andes i la ciutat argentina de Mendoza. Va ser inaugurat el 5 d'abril de 1910, després de superar bastants dificultats els anys anteriors. Va funcionar fins a 1984.

## Traçat
El seu traçat començava a la ciutat dels Andes i pujava a través del calaix del riu Aconcagua i Jonquera fins a Les Cuevas, on es trobava el túnel principal que creuava fins a l'Argentina. Després, vorejant els rius Les Cuevas i Mendoza, arribava fins a la ciutat del mateix nom a través d'un traçat de poca pendent i molt menys accidentat. La seva construcció va significar un gegantesc esforç de l'enginyeria, les finances i la diplomàcia, ja que, en involucrar a dos països que per a aquest llavors es trobaven en litigi per la definició de les seves fronteres, va ser necessari redoblar els esforços per aconseguir tots els permisos i garanties necessàries.

## Els promotors del Ferrocarril Trasandí
Els seus impulsors i realitzadors van ser els germans xilens Juan i Mateo Clark, descendents d'un immigrant escocès que s'havia instal·lat en Valparaíso, ciutat que comptava amb una gran activitat comercial i financera.
L'interès dels Clark per aconseguir una millor ruta per a l'intercanvi comercial entre els pobles de l'interior de l'Argentina amb el port xilè de Valparaíso els va impulsar a emprendre aquest projecte. A més que per a aquest llavors, ells mateixos havien tendit en 1871 el primer servei telegràfic a través de la serralada entre Santiago de Xile i Mendoza (Argentina).
Mentrestant, en el costat argentí, l'aspiració que les vies ferroviàries arribessin fins a la serralada dels Andes i unissin un dia els dos oceans s'havia manifestat des dels primers projectes de la Confederació, amb la concessió del F.C.C.A. (Rosario-Còrdova), i més tard quan es va tractar de convertir al F.C.O. en transandí, encaminant-ho cap al pas del Planchón. Aquestes concepcions eren il·lusòries al seu moment i es van haver d'abandonar. Però la necessitat de comunicar-se amb Cuyo|Que el seu seguia imposant-se en el pensament dels governants argentins, la qual cosa va portar a la creació del "Ferrocarril Andí", el primer ferrocarril construït per l'Estat. En poc anys el Ferrocarril Andí va començar a penetrar per la vall del riu Mendoza.
Finalment, després de perllongats debats polítics i tècnics els governs de l'Argentina i Xile van decidir permetre la construcció del "Ferrocarril Trasandí", que uniria les ciutats de Mendoza (Argentina) i Els Andes (Xile), creuant per a això amb els seus rails el cor de la serralada a través d'un dels seus trams més aspres i elevats.

## Construcció

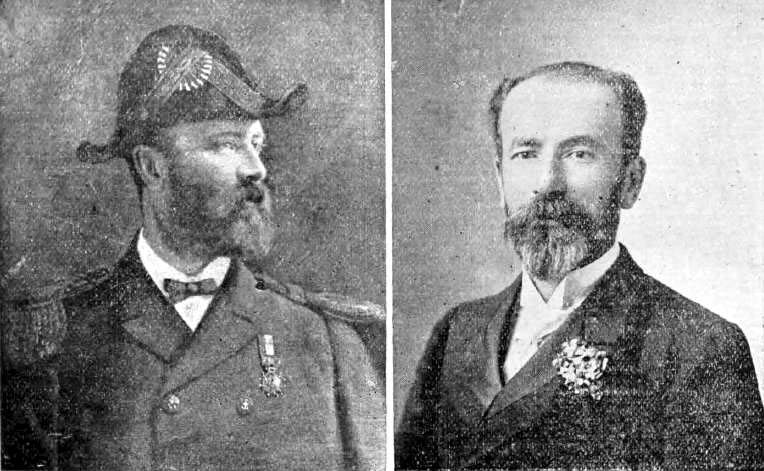
Els germans Clark, la companyia dels quals va construir la línia fèrria.

La construcció del Ferrocarril Trasandí (del costat argentí) va ser concedida segons llei 583 del 5 de novembre de 1872. L'execució del projecte, la seva administració i explotació comercial va ser atorgada a una signatura anglesa, encapçalada pel ja esmentat Juan I. Clark, qui va presentar en 1886 els estudis efectuats de la línia pel pas de Uspallata.
La concessió als Clark en el costat xilè es va produir en 1874. Lamentablement, l'empresa "Ferrocarril Trasandino Clark" sempre va tenir problemes financers, ja que el cost de la construcció no va anar correctament avaluat al principi i van haver de fer-se esforços gegantescos per aconseguir més suport dels incrédulos accionistes i dels Estats xilè i argentí.
Mentrestant, el Ferrocarril Andí de trocha ampla, provinent de Vila María, va inaugurar la seva extensió a Mendoza en 1885.
Per 1887, l'empresa dels Clark és embargada i la concessió es transfereix a favor de la "Trasandine Construction Company" (Companyia de Construcció Transandina) d'Anglaterra.
L'habilitació de la línia en el costat argentí es va realitzar de Mendoza a Uspallata el 22 de febrer de 1891, de Uspallata a Riu Blanco l'1 de maig de 1892 i de Riu Blanco a Punta de Vacas, el 17 de novembre de 1893, amb una longitud total de 143 quilòmetres de via.
En 1903 les vies del Trasandino van arribar a les Cuevas (límit internacional) provinents de l'est, mentre que, sobre el vessant xilè, al febrer de 1906 la línia va aconseguir a la localitat de Jonquera. Al febrer de 1908, els rieles van arribar a Portillo.
En la secció xilena van haver de construir-se 22 km de vies amb cremallera i 13 km en l'Argentina, en la qual, a més, es va haver d'utilitzar un sistema de ziga-zaga per salvar el difícil tram de Zanjón Groc.
També es van plantejar problemes en la perforació del túnel per la demora en els treballs, a causa que s'havia abandonat la perforadora Ferroux, utilitzada fins a aquest moment i que va ser substituïda per una de menor rendiment. En dos anys i mig només s'havien perforat 443 m: 318 en el tram xilè i 125 a Argentina, per la qual cosa es va estimar que amb aquest ritme portaria 17 anys completar el treball.
Per això es va contractar l'empresa, Walker i Cia, que va treballar simultàniament en ambdues seccions aconseguint en 15 mesos perforar els 892 m que faltaven en la part pacífica i en 27, els 1448 que restaven a Argentina.
Finalment, el 5 d'abril de 1910, aniversari de la batalla de Maipú, van ser inaugurades oficialment les obres. El colossal emprendimiento havia conclòs, almenys en l'anhelada etapa de la seva habilitació. Per a aquell llavors Juan Clark ja havia mort i com es va dir, la concessió havia estat transferida. Així i tot, els noms de Juan i Mateo Clark romanen en la història com els gestors d'aquesta obra.
Per a la construcció d'aquesta obra d'enginyeria havien estat contractats centenars d'obrers de totes les nacionalitats, en particular xilens. El pagament dels seus salaris era efectivizado per “pagadors” és a dir funcionaris administratius, generalment anglesos, que periòdicament es traslladaven fins als campaments de treball, amb aquest objectiu.
En el seu recorregut aquest ferrocarril creuava el massís més important, el dels Andes Àrids, sense necessitat de tramontar els seus importants cordons; en aquest sector, els despreniments de roca i els lliscaments constitueixen els únics elements naturals, juntament amb la neu hivernal, que dificultaven esporàdicament la circulació. Malgrat la importància d'aquesta línia el seu traçat resultava inconvenient: en primer terme la línia en menys de 200 km ascendia 3000 m des de Mendoza fins a les Cuevas. En la seva primera època posseïa cremallera mentre la tracció va ser de vapor, després es va llevar la mateixa quan les locomotores diésel, de major poder, van irrompre en la línia. La gran pendent creava la necessitat de duplicar o triplicar la tracció, fins i tot per a trens d'escassos vagons, la qual cosa va tornar antieconòmica la seva explotació.
Després de la nacionalització dels ferrocarrils anglesos a Argentina en 1948, aquest tram va passar a formar part del Ferrocarril General Belgrano, amb la denominació de Branc A12 al sector entre l'estació Mendoza i Pas dels Andes, i amb el nom de Branc A16 a la línia entre Pas dels Andes i Les Cuevas.
L'últim tren de passatgers va circular el 21 de setembre de 1979. Al juny de 1984 van haver-hi allaus en zones d'alta muntanya tant del costat argentí com del xilè. Si ben el tram argentí va ser reconstruït, no va passar el mateix amb el xilè, per la qual cosa es van suspendre les travessies internacionals.

## Tecnologia empleada

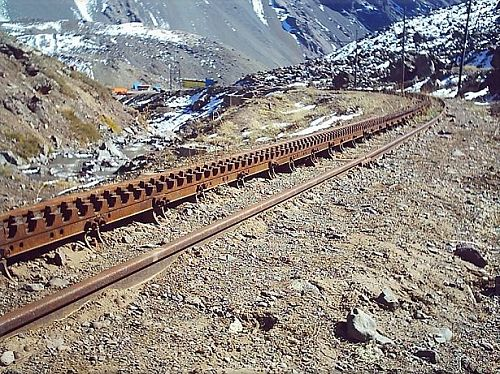
Via fèrria amb cremallera.

A causa del difícil del terreny, van haver d'utilitzar-se tecnologies de punta per a l'època. Va caldre instal·lar cremallera del tipus Abt (inventada pel suís Roman Abt) en gairebé tot el traçat que va des de riu Blanco fins a les Cuevas, el pendent mitjà de les quals és de 48 mil·lèsimes, ja que d'una altra manera les locomotores no eren capaces de salvar el pendent durant la pujada ni frenar sobre els rieles coberts de gel durant la baixada. Per això, en gran part del traçat de muntanya es van usar durmientes d'acer per resistir la tracció de les locomotores sobre la cremallera.

### Rafals i túnels
També va ser necessari construir molts túnels i rafals amb la finalitat d'evitar que els devessalls de neu i pedres caiguessin sobre la via fèrria i els combois. Això permetia a més comptar amb un lloc segur per aixoplugar-se durant les tempestes.

### Trocha
La trocha de la via era de només 1 m, la qual cosa permetia construir corbes més tancades en els escabrosos trams de muntanya. Això obligava als passatgers i la càrrega a realitzar un transbord a la ciutat de Los Andes per continuar per les vies del Ferrocarril Central que tenen una trocha de 1,676 m.

### Equip de tracció
Originalment es van utilitzar petites locomotors a vapor fabricades per Borsig i Shay; Després, per a la tracció de trens de Fins a 150 tones, van ser incorporades locomotores Kitson-Meyer i Esslingen, Totes dotades d'engranatges per a la cremallera. Anys més tard, durant els anys 1940, el TRAÇAT va ser electrificat, per la qual cosa és afegir noves locomotors, AQUESTA vegada fabricades a Suïssa per "SLM" (Schweizerische Lokomotiv- und Maschinenfabrik) a Winterthur, integrant-se en primer lloc els "Classe 100" articulades i després els "Classe 200" d'1 sol cos més curt, però més potents que els anteriors.

## Estat actual

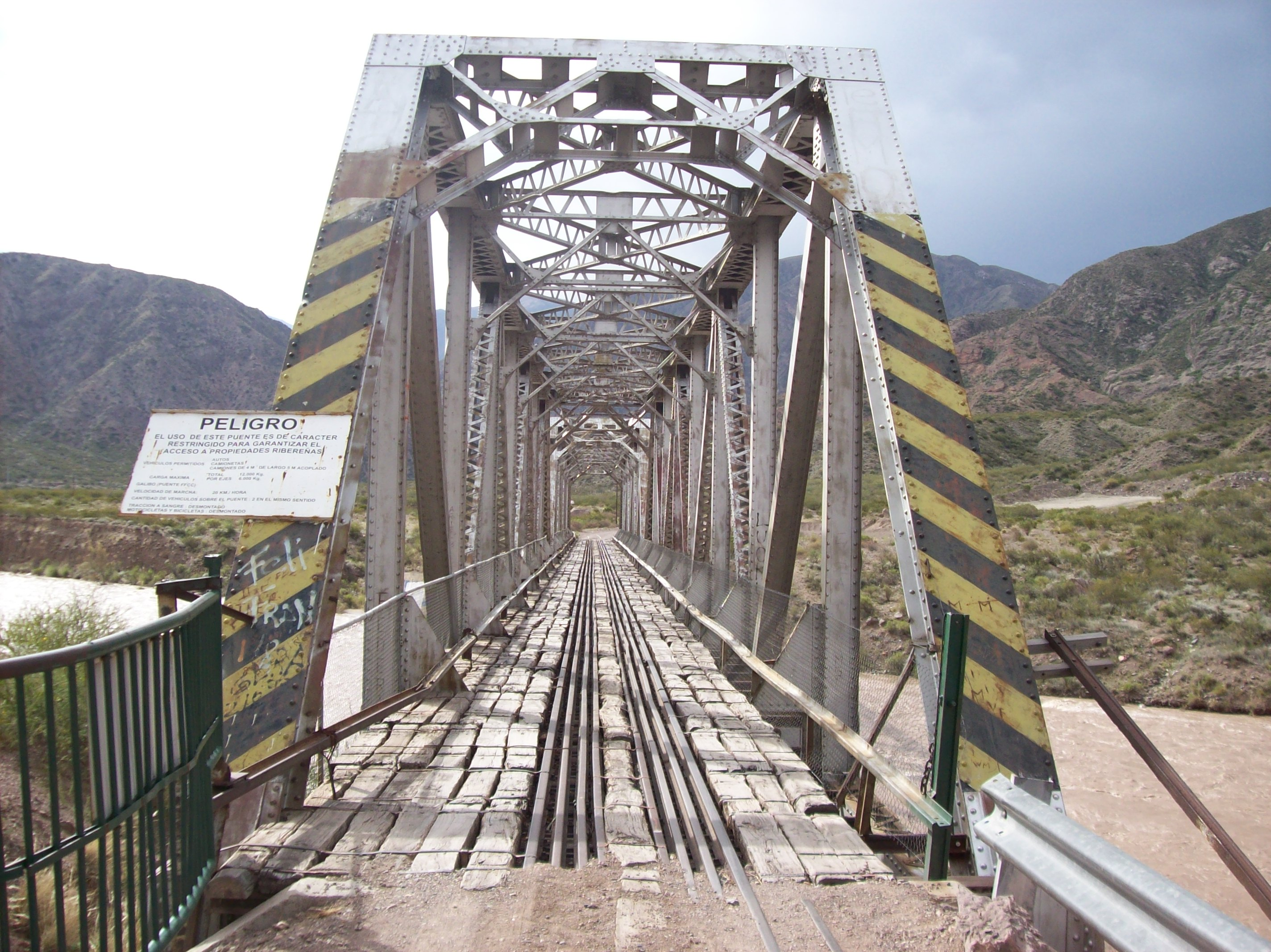
Pont sobre el riu Mendoza.

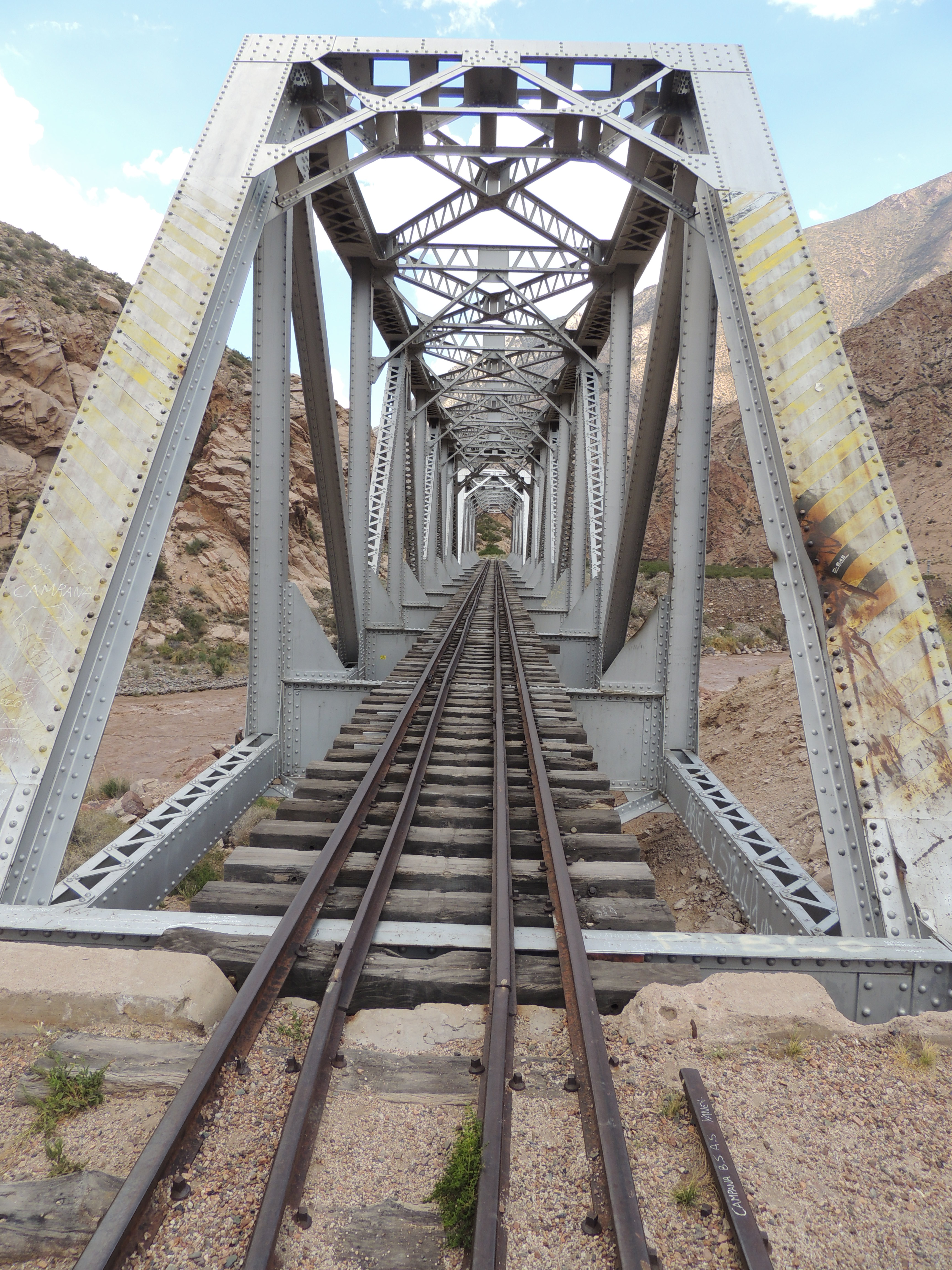
Popnt del Ferrocarril Trasandí Central sobre el riu Mendoza a uns 20 km a l'oest de Potrerillos.

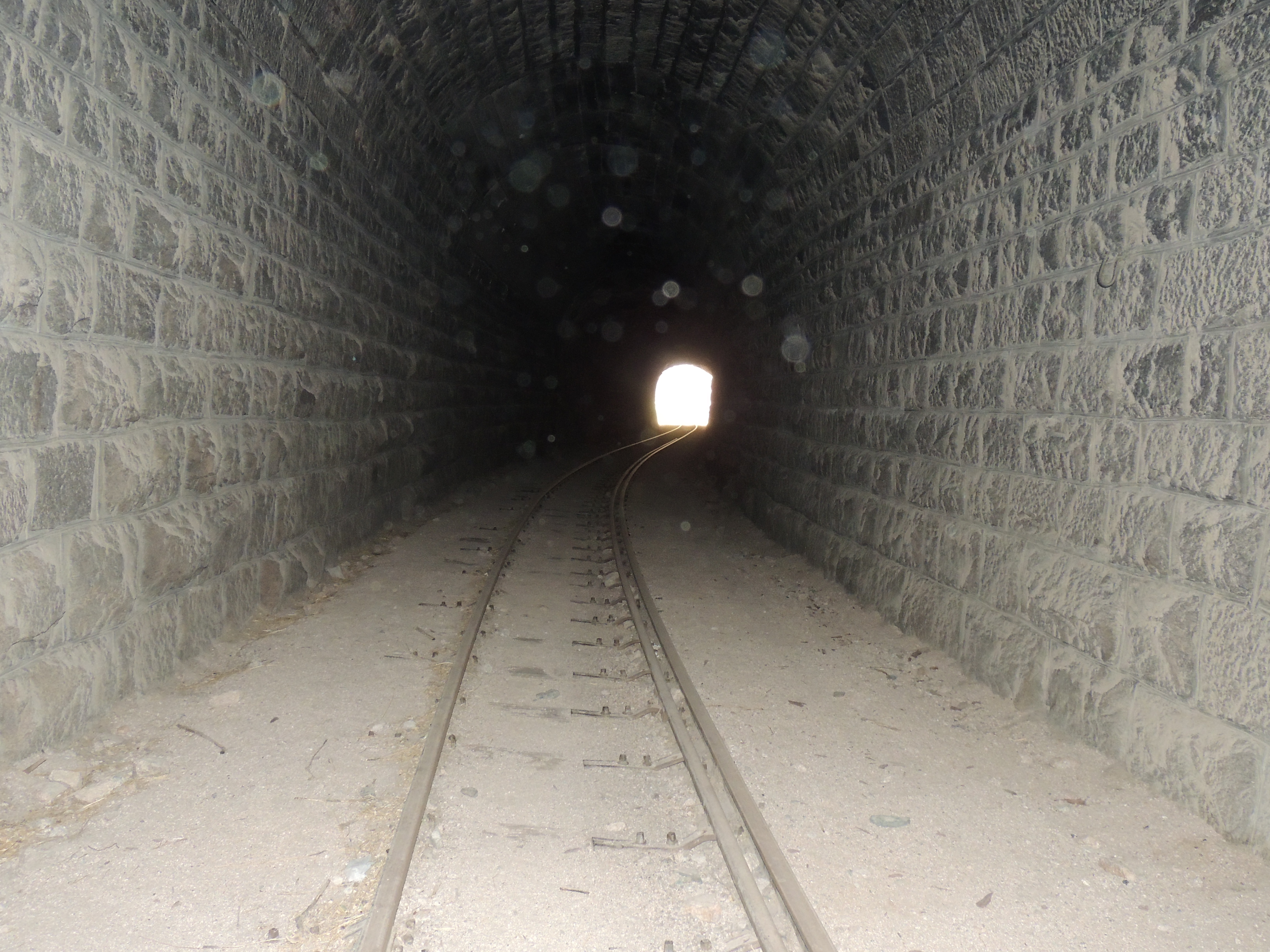
Túnel del Ferrocarril Trasandí Central sobre el marge nord del riu Mendoza a uns 20 km a l'oest de Potrerillos.

Si ben pràcticament tota l'estesa de muntanya es troba abandonat i destruït pels devessalls i els cursos d'aigua, encara es conserva en operacions el tram més baix de dita traçada en territori xilè, que va des de la ciutat dels Andes fins a la localitat de Riu Blanco. Allí el ferrocarril, després de guanyar altura a través d'una "Z", arriba fins a les instal·lacions de la mina de coure de Saladillo, pertanyent a Codelco. Des d'aquest lloc recull el concentrat de coure en pols i ho transporta en contenidors en forma de "olla" fins a la ciutat dels Andes on una grua realitza el transbord dels contenidors a un altre tren. ampla, per després seguir camí fins a la fosa de Finestres, situada en la costa de la Regió de Valparaíso xilena i a altres punts de la xarxa central de ferrocarrils cap al sud de Santiago.
Respecte del traçat des de Riu Blanco fins a la frontera, es troba abandonat. Encara es conserven els rails i la cremallera, encara que gran part de la postación de l'estesa elèctrica ha estat robada a causa que estava construïda amb tubs d'acer. El mateix va ocórrer amb els edificis de les estacions de Germans Clark (denominada Jonquera fins al 31 de juliol de 1946) i Caragols, a més de la subestació elèctrica situada al costat de l'estació de Jonquera. En molts llocs els devessalls i al·luvions, tant de neu com a roca, han arrossegat la línia o soscavat el terreny sobre el qual estava sustentada, per la qual cosa és freqüent veure trams on els rails s'han quedat a l'aire. El mateix ocorre amb la gran quantitat de rafals, molts dels quals es conserven fins avui, encara que en molt males condicions, ja que han passat més d'una dècada sense rebre manteniment.
El sector del Branc A-12 rep manteniment per part de l'Associació Ferroviària Ferrotur Trasandino que realitza passejos turístics en guineus, ferrobús i bicitren.

## Futur
Existeix un projecte, impulsat per l'empresa argentina Tecnicagua, que proposa reconstruir el Trasandí i que compta amb el suport dels governs xilè i argentí, atès que el ferrocarril podria contribuir a descongestionar la ruta vehicular i tindria una major disponibilitat al llarg de l'any. A causa de les limitacions físiques del traçat (altura, pendents, corbes, gàlibs), existeixen dubtes sobre la conveniència i rendibilitat del projecte.[cita 